# 純素起司
純素起司（Vegan cheese），是一種不含乳製品的仿真乾酪，提供純素主義者、患有乳糖不耐症或是那些想避免食用動物相關產品的人食用。 跟植物奶類似的作法, 純素起司的材料可以是芝麻、大豆、椰子油、米、杏仁和其他堅果，還有營養酵母。
純素起司是無膽固醇，並且可能是大豆蛋白的良好補充來源。有些牌子的行銷手法與奶製起司無異。知名的品牌包括Sheese（蘇格蘭品牌）、Biocheese、Cheezly、Daiya、Teese、Violife和Tofutti。

2016年，一位臉書用戶抱怨這種無奶製品成分的起司替代品「不是起司」，並建議將純素起司改名為「格瑞」（Gary）。這個事件引起許多純素主義者和其他愛好者關注。

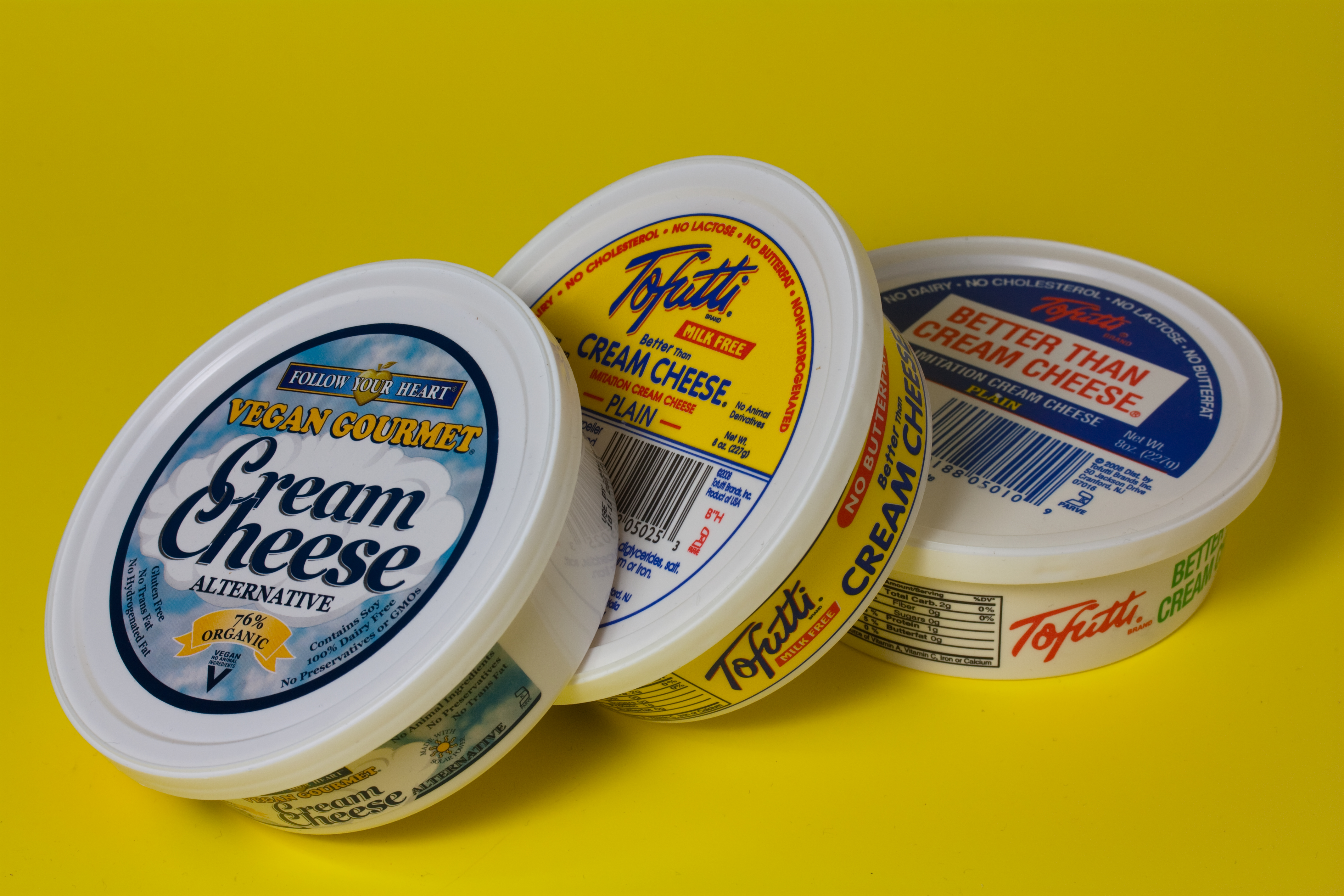
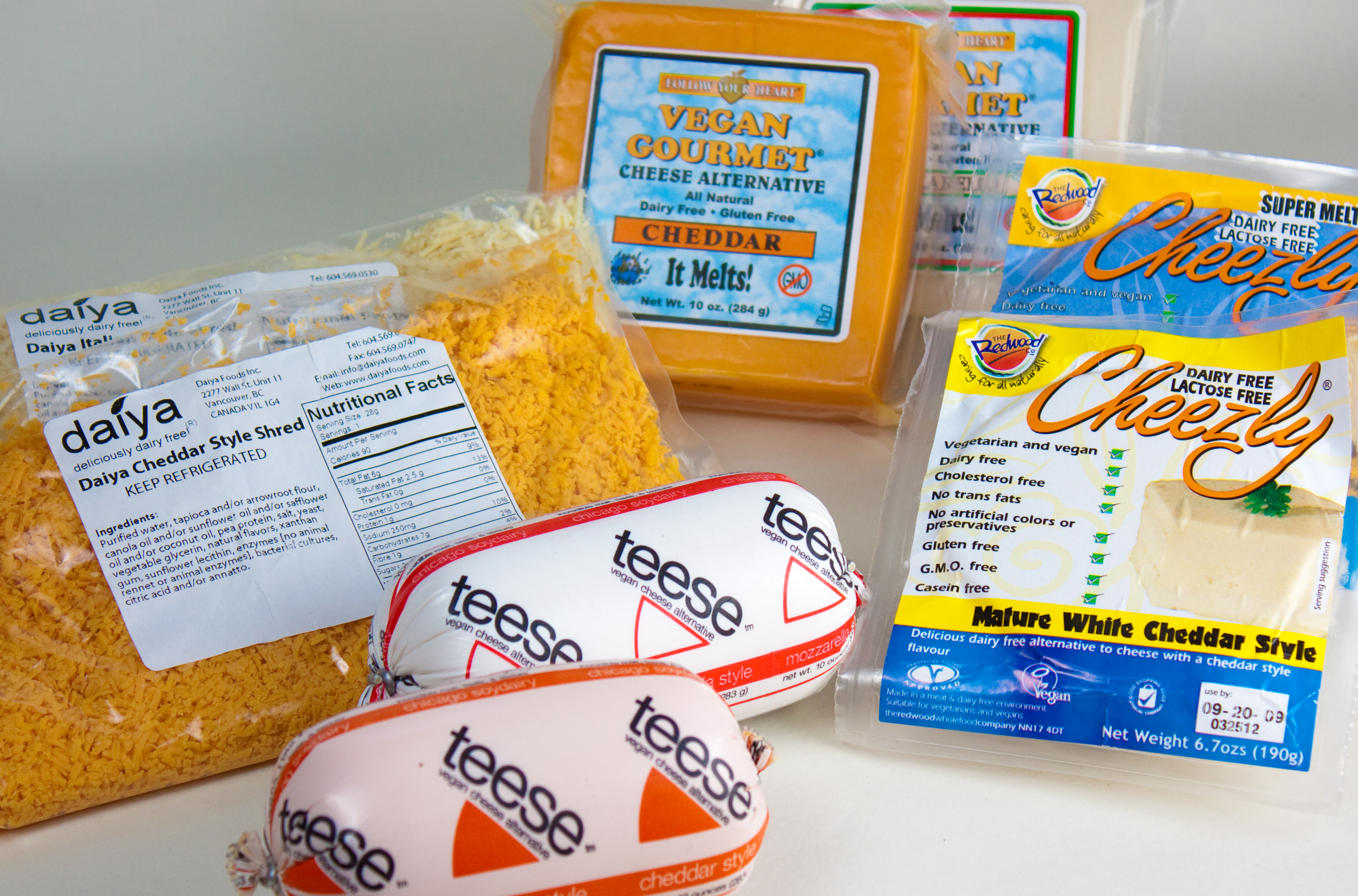
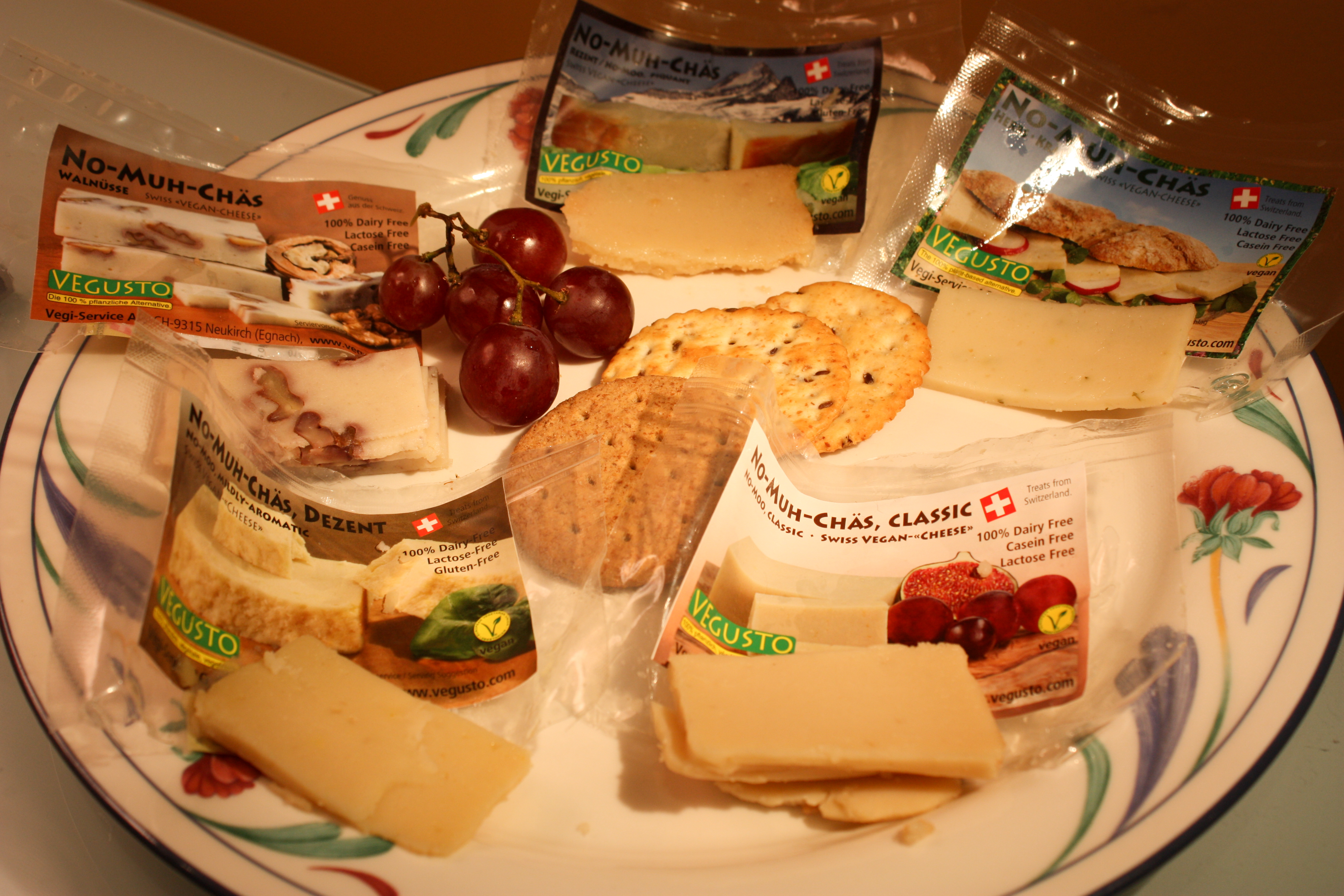

### 腳註
1. ↑  Dixie Mahy, Miyoko Schinner, Artisan Vegan Cheese, Book Publishing Company, 2013, p. v.
2. ↑  Alex Orlov. . 3 October 2016  [15 October 2016]. （原始内容存档于2021-02-10）.
3. ↑  Essel Pratt. . 2 October 2016  [15 October 2016]. （原始内容存档于2017-09-04）.

### 其他
- Shurtleff, W.; Aoyagi, A. . Soyinfo Center. 2013. ISBN 978-1-928914-61-7.